# 吉良義真
吉良 義真（きら よしざね、応永29年（1422年）? - 文明13年7月21日（1481年8月16日））は、室町時代の武将。三河西条吉良氏（上吉良）4代当主。西条城主。官位は従四位下左兵衛佐、治部少輔。吉良俊氏の三男。義尚、頼氏の弟。他に本光院に入り禅僧となった弟がいる。妻は細川持賢の娘。子に義信。

## 生涯
長兄の義尚に息子がなく、義尚の婿である斯波義健も早世したため、享徳年間（1452年 - 1455年）に長兄から家督を譲られる。
8代将軍足利義政の側にあって主として禅寺の所領問題に関与し一定の発言権を持っていたようである（『蔭凉軒日録』）。また、義真の頃には西条吉良氏は石橋氏、渋川氏と共に将軍の「御一類」と呼ばれ、毎年正月5日に行われる将軍対面の式など様々な面で別格扱いを受けていた（『長禄三年以来申次記』）。
長禄3年（1459年）12月17日、室町幕府が義政の伯父で4代将軍足利義持の33回忌法要を営むため、諸大名に銭の献納を求めた際、義真は10貫文を献上している。この2日前の12月15日、東条吉良氏（下吉良）当主の吉良義藤が同じく10貫文を献上している（『蔭凉軒日録』）。寛正6年（1465年）12月20日に足利義尚が誕生した際、義真も将軍御所へ参上、御祝い言上をしているが、翌日、義藤と揃って伊勢貞親邸を訪れ、将軍への取次ぎの礼を述べている（『親元日記』）。
応仁の乱が起こると、義真は妻の従兄が細川勝元という関係から東軍に属し、西軍についた吉良義藤と対立、義藤が三河に下向すると、これに対応するため京都を息子の義信に任せ、応仁元年（1467年）5月18日に三河に向けて出立した（『大乗院寺社雑事記』）。
三河での東西両吉良氏の戦いの様子は史料がなく、判然としない。わずかに『三河軍記』（嘉永6年（1853年）成立）がその模様を伝えるが、内容は誤謬が多く信頼できない。幾度か合戦は行ったものの、当主が没落するといった大規模なものにはならず、京都の東西両軍の和睦（文明9年（1477年））を受けて東西両吉良氏も和睦をしたのではないかと思われる。ただし、義真は三河奪回のため活発に活動を続ける西軍一色義直を牽制するためか、その後も三河に留まり一色義直が文明10年（1478年）に至り三河を放棄する旨を文書で表明したのを受け、ようやく翌文明11年（1479年）9月頃上洛する。
上洛後、義真は左大臣近衛政家の邸を訪れるなど公家との交際を再開するが、まもなく病気となり文明13年（1481年）7月21日に没した。享年は60か。葬儀は8月24日に行われ幕府政所執事伊勢貞宗は10貫文を献じている（『親元日記』）。法名は拈花院殿道山正弘大禅定門。